# ظافرة (اسم)
ظافرة هو اسم علم مؤنث من أصل عربي، ومعناه هو الناجية المنقذة المسرعة، المناجية.

## وصلات خارجية
- موسوعة السلطان قابوس لأسماء العرب نسخة محفوظة 5 أبريل 2019 على موقع واي باك مشين.